# Sphex peruanus
Sphex peruanus är en biart som beskrevs av Kohl 1890. Sphex peruanus ingår i släktet Sphex och familjen grävsteklar. Inga underarter finns listade i Catalogue of Life.